# Haus der Elektroindustrie
Das Haus der Elektroindustrie (seltener: Haus der Elektrotechnik) (HdE) ist ein Gebäude am Berliner Alexanderplatz mit den Adressen Alexanderstraße 1, 3 und 5. Bis Juni 2006 hatte das gesamte Gebäude die Adresse Alexanderplatz 6. Es beherbergte das Ministerium für Elektrotechnik und Elektronik der DDR von 1969 bis 1990 und weitere Teile angegliederter Betriebe. In den 1990er Jahren hatte die Treuhandanstalt hier ihren Hauptsitz. Von 1999 bis 2011 war das ehemalige HdE Sitz des Bundesministeriums für Umwelt, Naturschutz und Reaktorsicherheit, von 1999 bis 2009 beherbergte es zudem das Bundesfamilienministerium. Seit Mitte der 2010er Jahre wird es nur noch kleinteilig im Erdgeschoss genutzt, langfristig ist ein Abriss nicht ausgeschlossen.

## Geschichte

### Deutsche Demokratische Republik

#### Bau

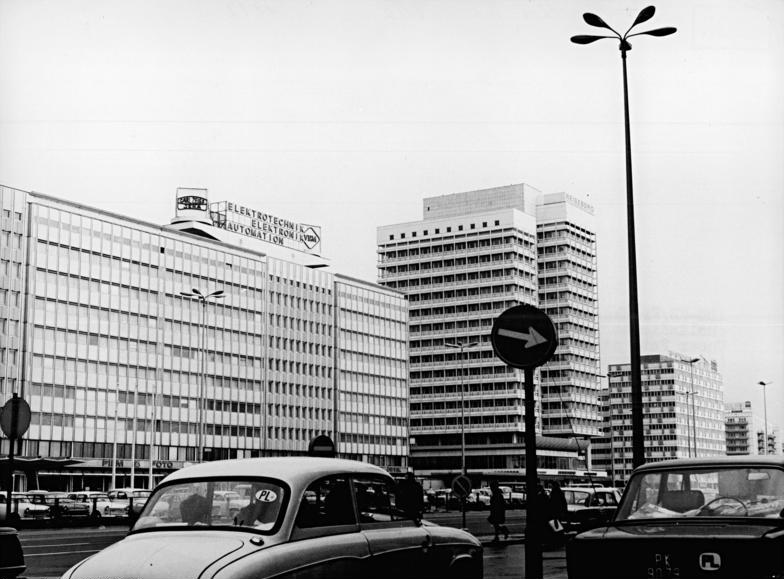
Links: Haus der Elektroindustrie,
Mitte: Haus des Reisens, 1972

Gebaut wurde das 221 Meter lange, 38 Meter hohe und 22 Meter breite, zehngeschossige Haus der Elektroindustrie vom 2. August 1967 bis 1969 nach Plänen der Berliner Architekten Heinz Mehlan, Emil Leibold und Peter Skujin. Die Bauausführung erfolgte durch schwedische Spezialisten in Stahlskelett-Konstruktion. Nötige Wände wurden mit Ziegelsteinen ausgemauert. Das Haus erhielt eine Klimaanlage und zahlreiche damals üblich gewordene Großraumbüros.

#### Nutzung
Im Erdgeschossbereich waren vier öffentlich zugängige Handelseinrichtungen untergebracht: Schallplatten von Eterna, Amiga und Litera, Rundfunk und Fernsehen, Uhren aus Ruhla, Glashütte und Weimar, sowie Foto-Kino-Optik (Zeiss-Industrieladen) (von links nach rechts). Auf dem Dach drehten sich beidseitig Werbewürfel, die für die Elektronikindustrie der DDR Reklame machten. Dem HdE zugehörig war auch die Zentrale Betriebsgaststätte (ZBG) auf der nördlichen Hofseite mit direktem Zugang von der ersten Etage des HdE sowie der Anbau auf der rechten Seite zum Haus des Reisens hin, wo einige besondere Dienste des MfS der DDR untergebracht waren.
Nach der Fertigstellung bezogen das Ministerium für Elektrotechnik/Elektronik der DDR (MEE), die VVB Bauelemente und Vakuumtechnik (VVB BuV) und einige fachspezifische Außenhandelsbetriebe den Komplex und verblieben hier. 1978 wurde die VVB BuV infolge der Gründung des VEB Kombinat Mikroelektronik Erfurt (VEB KME) und des VEB Kombinat Elektronische Bauelemente Teltow (VEB KEBT) aufgelöst und ihre Abteilungen zogen aus dem HdE aus.

### Nach der Wiedervereinigung
Nach der deutschen Wiedervereinigung ging das Gebäude in die Verwaltung der Treuhandanstalt über, die hier zunächst ihren Hauptsitz hatte. Die Umbaupläne des Alexanderplatzes von Hans Kollhoff und Helga Timmermann aus dem Jahr 1993 sahen den Abriss des Hauses vor. An seiner Stelle sollten zwei Hochhaustürme errichtet werden. Bisher (Stand: 2018) fanden sich für diesen Bebauungsplan weder Investoren noch Nutzer, sodass das HdE stehen blieb und anderweitig genutzt wird. Als Nachfolgeeinrichtung der Treuhandanstalt trat 1995 die Treuhandliegenschaftsgesellschaft (TLG) in die Verwaltung ein. Sie ließ das Gebäude zwischen 1998 und 2000 für 120 Millionen Mark sanieren.
Am 23. August 1999 bezog das Bundesministerium für Umwelt, Naturschutz und Reaktorsicherheit das Haus der Elektrotechnik, zunächst mit einem auf drei Jahre begrenzten Mietvertrag. Zwischen 2000 und 2001 wurde die Fassade des Gebäudes durch den Architekten Sergei Tchoban erneuert und mit einem Zitat aus dem Roman Berlin Alexanderplatz von Alfred Döblin aus dem Jahr 1929 großflächig gestaltet:

„Eine Handvoll Menschen um den Alex. Am Alexanderplatz reissen sie den Damm auf für die Untergrundbahn. Man geht auf Brettern. Die Elektrischen fahren über den Platz die Alexanderstraße herauf durch die Münzstraße zum Rosenthaler Tor. Rechts und links sind Straßen. In den Straßen steht Haus bei Haus. Die sind vom Keller bis zum Boden mit Menschen voll. Unten sind die Läden. Destillen, Restaurationen, Obst- und Gemüsehandel, Kolonialwaren und Feinkost, Fuhrgeschäft, Dekorationsmalerei, Anfertigung von Damenkonfektion, Mehl und Mühlenfabrikate, Autogarage, Feuersozietät. Wiedersehen auf dem Alex, Hundekälte. Nächstes Jahr, 1929, wirds noch kälter.“

Weitere Mieter des Objektes sind Banken, Versicherungen, ADAC, Bahn-BKK und der Verband Deutscher Eisenbahnfachschulen (VDEF) sowie kleine Ladengeschäfte. Das Bundesfamilienministerium bezog im Februar 2010 einen Neubau in der Glinkastraße, das Bundesumweltministerium ist im Juni 2011 in einen Neubau in der Stresemannstraße 128 Ecke Erna-Berger-Straße gezogen.
Auch nach der Überarbeitung des Masterplanes für den Alexanderplatz 2015 ist der Standort weiterhin für die Bebauung mit Hochhäusern vorgesehen. Die private TLG Immobilien-AG als Nachfolgerin der TLG ist weiterhin Eigentümerin des Grundstückes und hat im Oktober 2018 erstmals ihre Absicht für die Errichtung eines Bauensembles mit drei Gebäuden, darunter zwei Türmen, im Berliner Baukollegium vorgestellt. Im Sommer 2019 sollte ein Architektenwettbewerb ausgeschrieben werden, bisher (Stand Dezember 2020) ist davon nichts bekannt geworden. Das HdE mit dem benachbarten Hofbräuhaus, das aus der früheren ZBG entwickelt wurde, müssten für beabsichtigte Neubauten weichen.